# Concepto de evolución hologenómica
El concepto de evolución hologenómica, también llamado teoría hologenómica de la evolución (del inglés, hologenome theory of evolution) es una hipótesis biológica según la cual los animales y plantas (macroorganismos, organismos pluricelulares) deben ser concebidos como una comunidad de organismos de diferentes especies u holobionte, entidad que englobarían tanto el animal o planta, como el conjunto de microorganismos que constituyen su microbiota. El hologenoma, en consecuencia, sería el conjunto de los genomas de todos los organismos que componen el holobionte. El concepto hologenómico de evolución estipula que el holobionte es una unidad de selección biológica, y que el hologenoma codifica los rasgos fenotípocos del holobionte, bajo el supuesto de que los hologenomas se transmiten intergeneracionalmente con suficiente fidelidad. La teoría supone un importante cambio conceptual en la manera tradicional de pensar los procesos evolutivos, añadiendo nuevos procesos que pueden generar variación biológica y que podrían ser potencialmente seleccionados. Entre estos, destacan la posibilidad de adquirir nuevos microbios del ambiente, la transferencia genética horizontal o la amplificación microbiana (cambios en la abundancia de microorganismos en la microbiota).

## Origen de la hipótesis
En 1990 Lynn Margulis acuña el término "holobionte", para referirse a la unidad formada por un organismo pluricelular y su simbionte primario. El término se acuña en el contexto de una discusión sobre la reproducción sexual, en que Margulis argumenta que, al igual que ocurre en la reproducción sexual, en que la unión de gametos provenientes de diferentes individuos genera un nuevo organismo, en las asociaciones simbióticas se produce una fusión análoga de organismos anteriormente independientes que se unen para formar un nuevo individuo biológico, de carácter emergente con respecto a los organismos que lo integran.
Posteriormente, en septiembre de 1994, Richard Jefferson introduce por primera vez el término "hologenoma" en una presentación el laboratorio Cold Spring Harbor. En el momento en que se celebrara el simposio, un gran número de microorganismos muy diversos había sido descubierto a la luz de las técnicas PCR de amplificación del ARN ribosómico 16S. Sin embargo, la interpretación de las observaciones era confusa, y la mayor parte de los estudios la achacaban a la contaminación de las muestras del ADN estudiado (mayoritariamente, muestras de mamíferos y plantas). En clara oposición a sus colegas, Jefferson argumentaría que no se trataba de contaminación, sino que los rastros de ARN bacterianos eran componentes esenciales de las muestras que reflejaban la composición genética de los organismos estudiados y que, por tanto, las capacidades adaptativas de los organismos solo podían entenderse en el contexto del "hologenoma".
Más de una década después, en 2008, Eugene Rosenberg e Ilana Zilber-Rosenberg derivarían de manera independiente el concepto de hologenoma y propondrían la teoría hologenómica de la evolución. La teoría era una generalización de sus observaciones en el estudio de los corales, en concreto en el estudio del fenómeno conocido como decoloración de coral. En dicho estudio, los autores partían de los hechos anteriormente demostrados de que la decoloración del coral Oculina patagonica era una consecuencia de la pérdida de su simbionte zooxantella ocasionada por una infección por Vibrio shiloi. A partir de esos datos, argumentaban que la resistencia a la infección por V. shiloi recientemente encontrada en los corales se debía no a factores genéticos de O. patagonica, sino a su interacción con una nueva estructura microbiótica que lo protegía de contaminaciones por parte del patógeno. A partir de ahí, derivaban la hipótesis del coral probiótico, según la cual no es el coral en sí, sino el holobionte (con todos los microorganismos de su microbiota), en que actúa como unidad biológica susceptible de adaptarse y, por tanto, de ser seleccionada.
Desde su introducción, la teoría se ha aplicado a diferentes organismos, llegando a extenderse a todos los organismos pluricelulares. Una revisión completa de la hipótesis puede encontrarse en la obra conjunta de Eugene Rosenberg e Ilana Zilber-Rosenberg, The Hologenome Concept: Human, Animal and Plant Microbiota.

### Evidencia en corales
La primera articulación explícita del concepto de evolución hologenómica por parte de Eugene Rosenberg e Ilana ZIlber-Rosenberg se basaba por entero en sus observaciones en sobre la evolución de los corales y, más concretamente, en su hipótesis probiótica del coral (en inglés. coral probiotic hypothesis).
La hipótesis buscaba explicar las causas del éxito evolutivo de los corales, en concreto su adaptación a ambientes rápidamente cambiantes. Desde hacía años, los arrecifes de coral del Mediterráneo sufrían un fenómeno conocido como "decoloración de coral", por el cual perdían su habitual pigmentación viva y se volvían de color blanquecino. En 1994, aplicando los postulados de Koch, se había determinado que el agente causante de la enfermedad era la bacteria Vibrio shiloi. Los corales estudiados por Rosenberg y su equipo, en cambio, ya no aparecían contaminados por la bacteria (pese a estar contaminados por otras bacterias que seguían causando la decoloración), lo cual indicaba que los corales había encontrado los mecanismos biológicos necesarios para combatir la infección.
Sin embargo, la sorpresa para estos investigadores viene por una doble vía. Por un lado, los corales son organismos que viven durante mucho tiempo, llegando incluso a vivir por décadas, lo que sugiere que la posibilidad de que desarrollen cambios genéticos que les permitan librarse de la infección son muy bajas o nulas. Por otro lado, los corales carecen de un sistema inmunitario adquirido, lo que hacía imposible que hubiesen desarrollado las defensas necesarias para librarse de la infección, excepto a escalas evolutivas. Estos dos fenómenos plantean la cuestión acerca de las razones por las que los corales han adquirido resistencia al V. shiloi. 
La hipótesis probiótica del coral explica esa paradoja del siguiente modo. Los corales no son sino holobiontes, entidades biológicas que engloban tanto al coral, como a toda su comunidad de microorganismos simbióticos. A partir de ahí, argumentan que el fenotipo del coral (incluida su resistencia a infecciones) es el resultado de la interacción dinámica de todos los organismos que engloban el holobionte. De este modo, las adaptaciones pueden resultar no solo de cambios en el genoma del coral, sino también a través de otros fenómenos que afecten a la estructura de la microbiota: mutaciones en algunos de los simbiontes, adquisición de nuevos simbiontes, amplificación microbiona, etc. Así pues, si los corales son holobiontes, el desarrollo de la inmunidad al V. shiloi es posible a escalas diferentes de la escala evolutiva, tal como se observa.

## Concepción teórica

### Definición
La teoría hologenómica de la evolución, en su versión fuerte, se define como una concatenación de hipótesis sobre la individualidad de los macroorganismos. Rosenberg y Zilber-Rosenberg presentan el concepto de evolución hologenómica del siguiente modo:
"[El] holobionte (hospedador + microbiota), con su hologenoma (genes del hospedador + microbioma) es una entidad biológica única, en que el conjunto de las interacciones dinámicas dentro del holobionte dan lugar al genotipo y al fenotipo de los organismos tal y como los conocemos. La concepción hologenómica de la evolución estipula que el holobionte (...), en tanto que es una entidad biológica única, es también una unidad de selección" (Rosenberg & Zilber-Rosenberg 2013: viii)
La teoría se articula en torno a cuatro principios básicos:
1. Todos los animales y plantas albergan un número muy abundante y variado de microorganismos, que en conjunto constituyen su microbiota, y deben ser considerados por tanto holobiontes.
2. El hospedador (macroorganismo) junto con su microbioma, es decir el holobionte, funciona normalmente como una entidad biológica discreta desde el punto de vista anatómico, metabólico, inmunológico, ontogenético, y evolutivo.[25][26]
3. Una fracción significativa del genoma del microbioma se transfiere intergeneracionalmente junto con el genoma del macroorganismo, transmitiéndose por tanto sus propiedades al holobionte.
4. La variación genética en el hologenoma puede resultar: (1) de cambios en el genoma del hospedador, (2) de cambios en la microbiota. Como el genoma del microbioma puede ajustarse más rápidamente y por más medios que el genoma del hospedador a los cambios ambientales, el hologenoma puede jugar un papel fundamental en la adaptación y en la evolución del holobionte.

Estos principios, presentados por Eugene Rosenberg e Ilana Zilber-Rosenberg en diferentes trabajos, suelen complementarse con una lista de diez clarificaciones sobre el concepto de evolución hologenómica elaboradas por Seth Bordenstein y Kevin Theis:
1. Los holobiontes y los hologenomas son unidades de organización biológica.
2. Los holobiontes y los hologenomas no son órganos, ni superorganismos, ni metagenomas.
3. El hologenoma es un sistema genético comprehensivo.
4. El concepto de evolución hologenómica rescata algunas elementos de la evolución Lamarckiana.[28]
5. La variación hologenómica integra todos los mecanismos de la mutación.
6. La evolución hologenómica puede comprenderse suponiendo la existencia de una equivalencia entre los genes en un genoma y los microorganismos en un microbioma.
7. La concepción de la evolución hologenómica encaja perfectamente con la genética y acomoda la teoría de la selección múltiple.
8. El hologenoma se moldea tanto por selección natural como por evolución neutral.
9. La especiación hologenómica une la genética con la simbiosis.
10. Ni los holobiontes ni los hologenomas cambian las reglas de la evolución biológica.

### Evidencia empírica en favor de la hipótesis

#### Mortalidad de los híbridos en las especies del géneroNasonia
En un estudio pionero en su intento de aplicar el concepto de evolución hologenómica al estudio de fenómenos de especiación, los biólogos Robert Brucker y Seth Bordenstein realizaron una serie de experimentos con diferentes avispas de la familia Nasonia y especularon que la mortalidad de los híbridos podría ser resultado de la existencia de conflictos epistáticos en los hologenomas que se cruzaban para dar lugar al híbrido. En su trabajo, los autores partían de la existencia de divergencias taxonómicas entre los microbiomas de las diferentes especies de Nasonia, que parecían recapitular la historia evolutiva de su hospedador (fenómeno conocido como "filosimbiosis"), lo que hacía plausible la hipótesis de una posible coevolución. A partir de ahí, Brucker y Bordenstein argumentaban que la mortalidad de los híbridos debía ser una consecuencia de la incompatibilidad generada en los hologenomas híbridos, entre los genes del hospedador y los genes del microbioma.

#### Aparición de dietas adaptativamente complejas: el caso de la hematofagia en el vampiro común
La concepción hologenómica de la evolución se ha utilizado recientemente para explicar la aparición de rasgos adaptativamente complejos, como en caso de la hematofagia en el vampiro común. En un estudio liderado por Lisandra Z. Mendoza y Z. Xiong, los autores argumentan que tanto los perfiles funcionales del vampiro común como los de su microbiota codifican rasgos esenciales para afrontar los desafíos que plantea una dieta hematofágica. En su caso concreto, el concepto de evolución hologenómica es empleado para explicar la existencia de adaptaciones complejas, cuyo origen no es atribuible de manera exclusiva al genoma del hospedador.

## Críticas

### Críticas a la evidencia originaria en los corales
Las primeras reacciones a los trabajos de Rosenberg y Zilber-Rosenberg fueron casi inmediatas. En un breve comentario aparecido en Nature unos meses después de la publicación de la hipótesis del coral probiótico, William Leggat y colaboradores argumentan: 1) que V. shiloi no es la principal causa de la decoloración de los corales, 2) que no existe ninguna evidencia empírica que apoye la tesis de que las bacterias tienen un papel fundamental en ninguno de los eventos masivos de decoloración, 3) que los autores no habrían tenido en cuenta la posibilidad de que el fenómeno sea consecuencia del daño que las elevadas temperaturas del mar ocasiona en las zooxantelas que viven en simbiosis con los corales. Ninguno de estos datos, no obstante, es relevante para refutar el concepto de evolución hologenómica, tal y como respondieron los propios autores. En concreto, 1') los autores saben que hay otras causas de la decoloración aparte de V. shiloi, lo cual no contradiría su hipótesis; 2') la razón a la que se deben los fenómenos de decoloración masiva son desconocidos, 3') los eventos de estrés que dan lugar a la pérdida de la zooxantelas también ocasionan una alteración global en la microbiota, con lo cual no puede decirse de manera decisiva que la pérdida del Symbiodinium sea la causa de la decoloración.